# Ombordstigningsbrygga

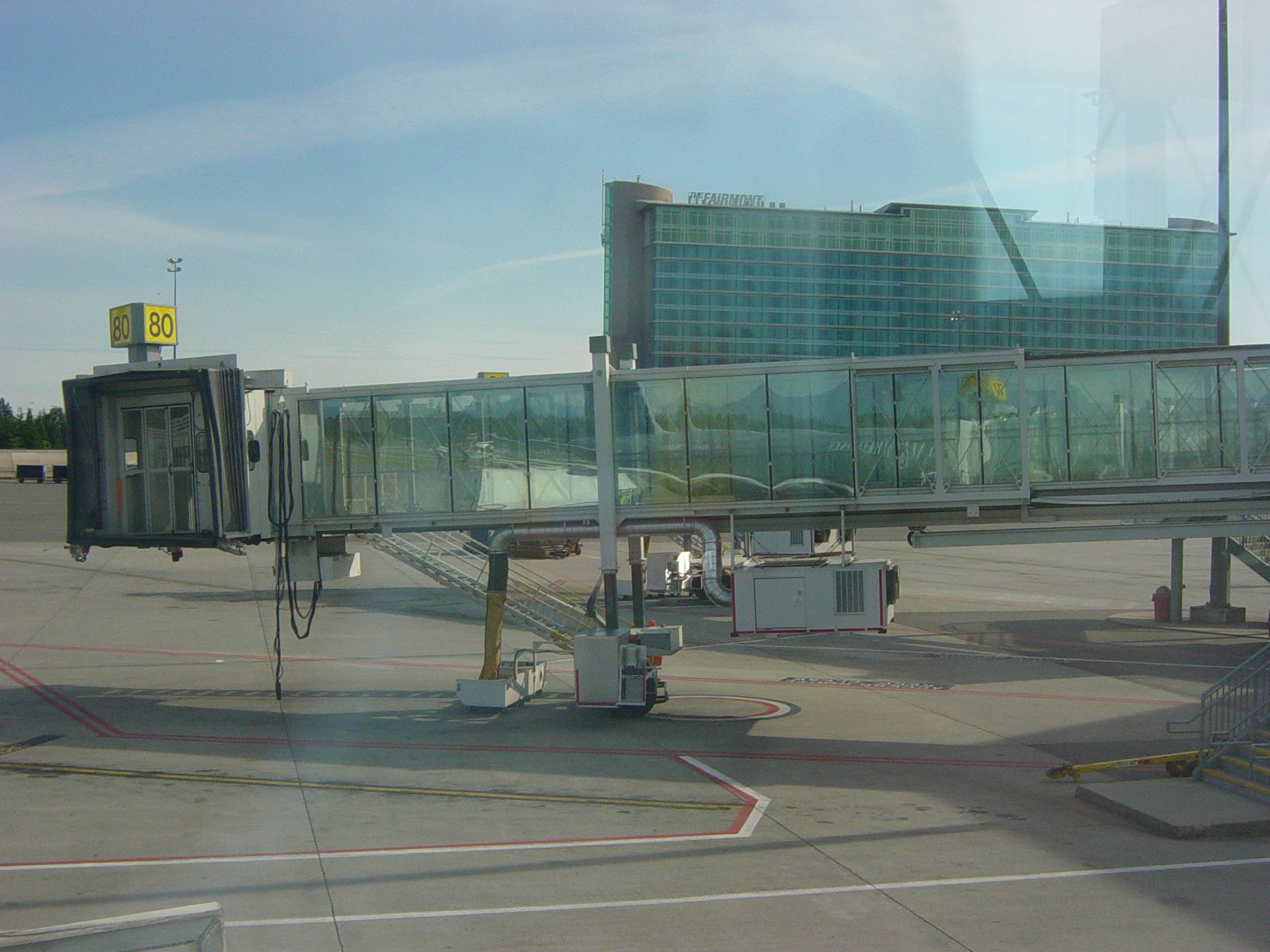
En ombordstigningsbrygga på en flygplats i Vancouver i British Columbia i Kanada.

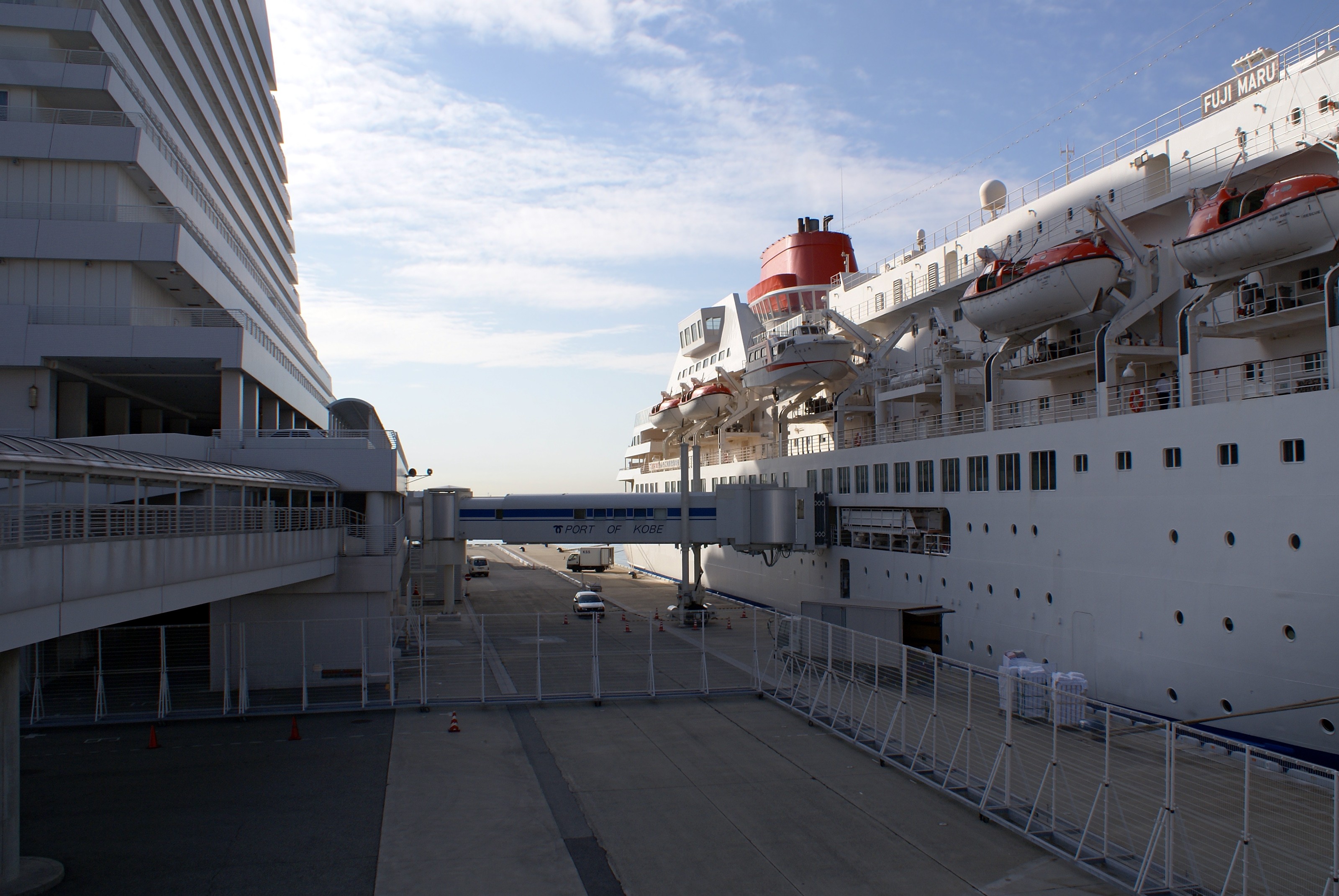
En ombordstigningsbrygga till ett fartyg i Kobe i Japan.

En ombordstigningsbrygga, även kallad embarkeringsbrygga eller ett finger, är en övertäckt brokorridor som ansluter en flygplatsterminals utgång (gate) direkt till ett flygplan, eller en hamnterminal med ett fartyg. Bryggan möjliggör av- och ombordstigning utan att flygpassagerarna behöver gå utomhus, men ökar också säkerheten genom att begränsa passagerarnas rörelsefrihet, bland annat minskar risken att passagerare går på fel flygplan eller fartyg. Ombordstigningsbryggor blev vanliga på större flygplatser under sent 1950-tal.
För att kunna docka med olika flygplan är bryggan rörlig i flera led och opereras vanligen med joystick. Dockning ställer också krav på exakt parkering av flygplanet, något som underlättas av målade markeringar på marken. Flygplan brukar bogseras av ett speciellt fordon för parkering vid bryggor. De största flygplanen ansluts med flera bryggor för att minska tiden för av- och ombordstigning.
I Sverige finns de på flygplatser på Arlanda, Landvetter, Malmö Airport, Luleå Airport och Sundsvall Timrå Airport. Vid Arlanda har alla utgångar sådana bryggor, förutom på terminal 3. Om flygplanen inte får plats vid en brygga (eller inte är byggda för dem, till exempel har egen trappa) ställs de upp en bit från terminalen och passagerarna körs dit med buss.
På mindre flygplatser (liksom Arlanda terminal 3) ställer sig flygplanen nära terminalen och passagerarna går till flygplanet. Det är alltid en höjdskillnad på flera meter eftersom flygplanet måste kunna luta bakåt vid start och landning. Små flygplan som brukar landa på mindre flygplatser har ofta en inbyggd trappa som fälls ned. De är ofta inbyggda i dörren. För andra flygplan som har högre höjd över marken körs en trappa fram till flygplanet.

### Fotnoter
1. ↑  Steve Smith (17 april 2013). ”Just Where Was That First Boarding Bridge Installed?” (på engelska). Aviationpros. http://www.aviationpros.com/article/10910572/just-where-was-that-first-boarding-bridge-installed. Läst 8 december 2015.